# 東畑建築事務所
株式会社東畑建築事務所（とうはたけんちくじむしょ）は、日本の組織系建築設計事務所。都市計画コンサルタント。東畑謙三が創設した建築設計事務所を前身とする。

## 概要
みどり会の会員企業であり三和グループに属している。

## 沿革
- 1932年 東畑謙三建築事務所創設
- 1951年 株式会社東畑建築事務所に改組

## おもな作品・業績
- 小倉競馬場
- 神奈川県立保健福祉大学
- イオンタワー
- イオンモールが運営する各地のSC
- 千里ライフサイエンスセンター
- 松山中央公園多目的競技場
- 横浜国際総合競技場
- 東京建物仙台ビル
- コンベックス岡山
- 愛知県三河青い鳥医療療育センター[2][3]
- 三重県庁舎
- 鳥羽シーサイドホテル
- 泉佐野市総合文化センター
- 熊取交流センター煉瓦館
- りょうまスタジアム
- 徳島県立徳島科学技術高等学校
- 伊勢原市桜道公園
- 熊本産業展示場（SDA賞）
- 大隅地方合同庁舎
- 大阪産業創造館
- 西成区役所新築設計
- 倉敷市瀬戸大橋架橋記念館
- 大阪城周辺「平成の大改修」
- さいたま新都心合同庁舎
- ザ・草津タワー - 渋川一丁目2番地区第一種市街地再開発事業
- サンサ右京 - 京都市太秦東部地区第一種市街地再開発事業
- ココネ上福岡 - 上福岡駅西口駅前地区第一種市街地再開発事業
- ベルヒル北野田 - 北野田駅前Ｂ地区第一種市街地再開発事業
- 新長田駅再開発ビル
- ジーニス大阪 - 菅原町地区第一種市街地再開発事業
- テリハ広島・広島市留学生会館 - 広島市西荒神地区第一種市街地再開発事業
- ラクト山科 - 京都市山科区駅前地区第一種市街地再開発事業
- コアシティ立川 - 立川基地跡地関連地区第1種市街地再開発事業
- 大阪駅前市街地改造事業
- 勝どきビュータワー - 勝どき駅前地区第一種再開発事業
- 納屋橋東地区再開発
- グランステーシア津新町 - 津新町駅前地区優良建築物等整備事業
- 池田町地区第一種市街地再開発事業施設建築物
- 浜松東第一25街区第一種市街地再開発ビル
- 河内松原駅前地区第一種市街地再開発事業　ゆめニティ松原
- 池田駅前南地区第1種市街地再開発事業
- 京都アバンティ - 京都市駅南口地区第一種市街地再開発事業
- 聖書キリスト教会 東京教会
- アーバンラフレ星ヶ丘
- 三菱UFJ銀行大阪ビル